# John "Tune" Kristiansen
John "Tune" Kristiansen (født 12. februar 1955) er en tidligere dansk fodboldspiller. Han har været assistenttræner for FA 2000 og har tidligere trænet bl.a. Herfølge Boldklub, BK Frem, Køge Boldklub og Skovshoved IF.
Som spiller startede han i Køge Boldklub og kom siden til BK Frem, Herfølge Boldklub og Ringsted Boldklub, før han afsluttede karrieren i Køge Boldklub.